# Jeunes écologistes (Allemagne)
Ne doit pas être confondu avec Grüne Jugend, mouvement de jeunesse de l'Alliance 90 / Les Verts.
Les Junge Ökologen (JÖ) sont le mouvement de jeunesse du Parti écologiste-démocrate (ÖDP).

## Programme
Les exigences politiques des JÖ ne sont pas fondamentalement différentes de celles du parti-père.
Ils exigent, entre autres, une réduction de l'âge du droit de vote et la création de parlements de la jeunesse, ainsi qu'une « économie moderne qui assure des emplois ». Ils visent non seulement la sortie à court terme de l'énergie nucléaire, mais aussi la sortie à moyen terme du charbon. La production d'énergie doit être renouvelable au maximum en générant de l'énergie à partir du soleil, du vent et de la biomasse. Le clonage et le génie génétique devraient être interdits. Ils préconisent également des accords commerciaux pour le commerce équitable et se positionnent contre la xénophobie, l'extrémisme de droite, l'extrémisme de gauche et l'antisémitisme.

## Structure
En tant qu'association fédérale de l'ÖDP, les JÖ sont une organisation indépendante ayant le droit d'avoir ses propres statuts. Toute personne âgée de moins de 33 ans peut devenir membre. Il n'y a pas d'âge minimum. Le droit de vote peut être exercé à partir de 12 ans et une candidature pour les membres du conseil est possible à partir de 14 ans.
Depuis 2014, plusieurs associations de district et d'arrondissement se sont nouvellement créées : JÖ Aschaffenbourg, JÖ Landshut, JÖ Mainburg, JÖ Basse-Bavière, JÖ Haut-Palatinat.

## Histoire
Les Jeunes écologistes se sont développés à partir de différentes initiatives de jeunesse aux niveaux régional et local, proches du parti-mère. Les initiatives présentent encore des noms différents et ne sont pas liées initialement à l'organisation. L'organisation de Ravensbourg s'appelle les Jeunes ÖDP tandis que dans le district d'Ahrweiler et à Ratisbonne, elle a le nom des Jeunes écologistes.
Ces groupes fusionnent avec l'ÖDP le 5 septembre 1992 à Backnang. Ils décident de s'appeler les Junge Ökologen ainsi que des statuts et un programme. En outre, un comité exécutif de six membres avec Oliver Müller est élu à sa tête. Le journaliste Franz Alt, proche de l'ÖDP, participe en tant que conférencier invité à cet événement.
Depuis 1995, l'organisation met en place des subdivisions, en particulier les associations régionales, dans tous les États fédéraux, en particulier en Bavière, au Bade-Wurtemberg, à Berlin, en Rhénanie-du-Nord-Westphalie et en Rhénanie-Palatinat. En février 1998, elle publie un organe Generation ÖX qui paraît chaque semestre. En 2011, il prend le nom de Generation 2.Ö.